# Samoria jeanneli
Samoria jeanneli es una especie de insecto coleóptero de la familia Chrysomelidae.
Fue descrita científicamente en 1918 por Laboissiere.